# 오미나토선
오미나토선(일본어: 大湊線)은 일본 아오모리현 가미키타군 노헤지정의 노헤지역부터 시모키타반도의 무쓰만을 종관해서 무쓰시의 오미나토역까지를 잇는 동일본 여객철도의 철도 노선(지방 교통선)이다.

## 노선 정보
- 구간 (영업 거리) : 노헤지 역 - 오미나토 역 (58.4km)
- 관할 : 동일본 여객철도 (제 1 종 철도사업자)
- 궤간 : 1067mm
- 역 수 : 11역 (기종점역 포함)
  - 고립노선이기 때문에, 기종점역을 포함했던 모든 역이 오미나토 선으로 소속되어 있다. 게다가, 기점의 노헤지 역은 2010년 12월 3일까지는 도호쿠 본선의 소속역이었지만, 당일부터 이 노선의 아오이모리 철도로 이관되었기 때문에, JR의 역으로는 오미나토 선 소속으로 변경되었다.
- 복선화 구간 : 없음 (전 구간 단선)
- 전철화 구간 : 없음 (전 구간 비 전철화)
- 폐색 방식 : 특수 자동 폐색식 (궤도 회로 검지식)
- 최고속도 : 85km/h
- 운전 지령소 : 모리오카 종합 지령실 (CTC)

전 구간, 동일본 여객철도 모리오카 지사의 관할이다.

## 역 목록
- 전 구간이 아오모리현에 소재.

| 역명         | 일어 역명 | 역간 거리 | 영업 거리 | 접속 노선                         | 소재지         | 소재지     |
| ------------ | --------- | --------- | --------- | --------------------------------- | -------------- | ---------- |
| 노헤지       | 野辺地    | -         | 0.0       | 아오이모리 철도 아오이모리 철도선 | 가 미 키 타 군 | 노헤지정   |
| 기타노헤지   | 北野辺地  | 2.8       | 2.8       |                                   | 가 미 키 타 군 | 노헤지정   |
| 아리토       | 有戸      | 6.8       | 9.6       |                                   | 가 미 키 타 군 | 노헤지정   |
| 훗코시       | 吹越      | 13.4      | 23.0      |                                   | 가 미 키 타 군 | 요코하마정 |
| 무쓰요코하마 | 陸奥横浜  | 7.1       | 30.1      |                                   | 가 미 키 타 군 | 요코하마정 |
| 아리하타     | 有畑      | 5.9       | 36.0      |                                   | 가 미 키 타 군 | 요코하마정 |
| 지카가와     | 近川      | 6.7       | 42.7      |                                   | 무쓰시         | 무쓰시     |
| 가나야사와   | 金谷沢    | 5.0       | 47.7      |                                   | 무쓰시         | 무쓰시     |
| 아카가와     | 赤川      | 5.5       | 53.2      |                                   | 무쓰시         | 무쓰시     |
| 시모키타     | 下北      | 2.3       | 55.5      |                                   | 무쓰시         | 무쓰시     |
| 오미나토     | 大湊      | 2.9       | 58.4      |                                   | 무쓰시         | 무쓰시     |